# Cuartillo Nuevo
Cuartillo Nuevo är en ort i Mexiko.   Den ligger i kommunen Xilitla och delstaten San Luis Potosí, i den centrala delen av landet, 210 km norr om huvudstaden Mexico City. Cuartillo Nuevo ligger 773 meter över havet och antalet invånare är 511.
Terrängen runt Cuartillo Nuevo är kuperad åt nordost, men åt sydväst är den bergig. Runt Cuartillo Nuevo är det tätbefolkat, med 427 invånare per kvadratkilometer. Närmaste större samhälle är Tamazunchale, 19,0 km sydost om Cuartillo Nuevo. I omgivningarna runt Cuartillo Nuevo växer huvudsakligen savannskog.